# 無認可校
無認可校（むにんかこう）とは、日本で法令に基づかない教育施設のことである。
学校教育法において学校は第1条、専修学校は第124条、各種学校は第134条に規定されているが、無認可校はこれらの法的な根拠を持つ教育施設以外で、何らかの教育を行っている施設のことを指す。
また、その他の法令に定めがある教育訓練施設（省庁大学校、農業大学校、職業訓練施設など）や、学校教育法に基づく学校等以外で免許や資格の取得のための養成施設（指定保育士養成施設、看護師学校養成所、美容師養成施設など）も、通常は無認可校と呼ぶことはない。
無認可校は、小規模な教室や学習塾、予備校、資格スクールなどに多く見られる。また、外国人向けの教育施設（インターナショナルスクールなど）やキリスト教の教役者養成施設（神学校、聖書学校など）、外国の法令に基づく大学等の日本にあるキャンパスや分校についても日本では無認可校であることが多い。

## 概要
無認可校は無認可とはいえ、教育そのものを行うことは当然自由であり、認可があることを誤認させるなどの行為をしない限り、合法である。
しかし、各種学校や専修学校に相当する規模を持つ無認可校は、公立の場合は都道府県の教育委員会、私立の場合は都道府県知事により、専修学校や各種学校の認可を申請するべきことを勧告されることがある。申請を行わなかった場合や申請をしても認可を得られなかった場合は、教育を止めることを命じられることもある。これは、専修学校・各種学校と無認可校とが学習者に混同されて無用な混乱を防ぐための処置であり、具体的な裁量は、都道府県教育委員会と都道府県知事に一任されている。
ただし学校としての法的規制を嫌い、認可申請を行なわず、あえて株式会社等の組織として運営する場合も一部ある。幸福の科学系のハッピー・サイエンス・ユニバーシティのように、四年制大学として開校を目指したにもかかわらず不認可になったために無認可校として開校した例もある。
なお、法令に基づく学校その他の教育施設ではないため、通学定期券を利用することはできず、日本学生支援機構等の奨学金制度は対象外となり、仮に卒業したとしても公的に学歴として認定されないケースがある。よって、進学や就職にともなう法的メリットが期待できないマイナス面がある。
無認可校は、学校教育法の第1条に定める「学校」の名称を使用してはならず、かつ大学院、専修学校、各種学校、高等専修学校、専門学校の名称を使用してはならない。もし使用した場合は、10万円以下の罰金に処せられる。そのため、学院、スクール、アカデミー、カレッジ（高等教育・専門教育の場合）、専門校などといった名称を多く使用している。また、N中等部という名称のフリースクールもあり、「学校」を入れなければ類推できる名称でも問題とされていない。